# Шевчук Софія Володимирівна
Софія Володимирівна Шевчук (нар. 1 листопада 1947, село Малеве, тепер Демидівського району Рівненської області) — українська радянська діячка, ланкова колгоспу імені Івана Франка Демидівського району Рівненської області. Депутат Верховної Ради УРСР 9—10-го скликань.

## Біографія
Освіта середня.
З 1964 року — доярка, ланкова колгоспу імені Івана Франка села Малеве Млинівського (Демидівського) району Рівненської області.
Член КПРС з 1973 року.
Потім — на пенсії в селі Малеве Демидівського району Рівненської області.
Балотувалась на депутата Демидівської районної ради

## Нагороди
- орден Трудового Червоного Прапора
- орден «Знак Пошани»
- орден Трудової Слави І ст. (7.01.1983)
- орден Трудової Слави ІІ ст. (24.12.1976)
- орден Трудової Слави ІІІ ст. (14.02.1975)
- медалі